# João Cesco
João Victor e Costa Cesco (Umuarama, 24 gennaio 2001) è un calciatore brasiliano, difensore del Tondela.

## Biografia
È fratello maggiore di João Costa, a sua volta calciatore professionista.

## Caratteristiche tecniche
È un difensore centrale.

## Carriera
Cresciuto nel settore giovanile del Palmeiras, nel 2019 è stato acquistato dal Verona che lo ha assegnato alla propria formazione Primavera. Al termine della stagione è rientrato in Brasile dove ha firmato un contratto con la Chapecoense. ed il 27 gennaio 2022 ha fatto il suo esordio nell'incontro del Campionato Catarinense vinto 1-0 contro l'Avaí e nel mese di dicembre è stato definitivamente promosso in prima squadra.
L'11 luglio 2023 è tornato in Europa firmando un contratto con l'Hebăr Pazardžik. Divenuto in breve tempo titolare, ha segnato il suo primo gol in carriera il 25 maggio 2024 nella partita di Părva profesionalna futbolna liga vinta 3-1 contro l'Etăr. Il 2 luglio 2024 è stato acquistato dal Tondela, club della seconda divisione portoghese.

## Statistiche

### Presenze e reti nei club
Statistiche aggiornate al 22 marzo 2025.
| Stagione        | Squadra         | Campionato      | Campionato | Campionato | Coppe nazionali | Coppe nazionali | Coppe nazionali | Coppe continentali | Coppe continentali | Coppe continentali | Altre coppe | Altre coppe | Altre coppe | Totale | Totale | Totale |
| Stagione        | Squadra         | Comp            | Pres       | Reti       | Comp            | Pres            | Reti            | Comp               | Pres               | Reti               | Comp        | Pres        | Reti        | Pres   | Reti   |        |
| --------------- | --------------- | --------------- | ---------- | ---------- | --------------- | --------------- | --------------- | ------------------ | ------------------ | ------------------ | ----------- | ----------- | ----------- | ------ | ------ | ------ |
| 2022            | Chapecoense     | PD/SC+B         | 3+0        | 0          | CB              | 1               | 0               | -                  | -                  | -                  | -           | -           | -           | 4      | 0      |        |
| 2023            | Chapecoense     | PD/SC+B         | 0          | 0          | CB              | 0               | 0               | -                  | -                  | -                  | -           | -           | -           | 0      | 0      |        |
| 2023-2024       | Hebăr Pazardžik | 1L              | 25         | 1          | CB              | 3               | 0               | -                  | -                  | -                  | -           | -           | -           | 28     | 1      |        |
| 2024-2025       | Tondela         | SL              | 0          | 0          | CP+CdL          | 0               | 0               | -                  | -                  | -                  | -           | -           | -           | 0      | 0      |        |
| Totale carriera | Totale carriera | Totale carriera | 28         | 1          |                 | 4               | 0               |                    | -                  | -                  |             | -           | -           | 32     | 1      |        |

## Palmarès

### Club

#### Competizioni nazionali
- Segunda Liga: 1

Tondela: 2024-2025